# Hapalemurinae
Gli Hapalemurinae sono una sottofamiglia di Lemuridi malgasci.

## Descrizione
Si tratta di animali di dimensioni abbastanza ragguardevoli per dei lemuri, che differiscono dall'affine sottofamiglia dei Lemurinae (assieme ai quali vanno a formare la famiglia Lemuridae) per la costituzione più robusta, resa ancora più massiccia dalla relativa cortezza del muso e delle zampe. La testa, di forma rotonda, presenta grandi occhi da animale notturno ed orecchie glabre, piccole e seminascoste nel pelo, di forma reniforme e straordinariamente simili all'orecchio umano. Il muso, come accennato in precedenza, è schiacciato e simile a quello dei felidi, mentre la coda è lunga a malapena quanto il corpo e non è prensile.

## Biologia
Questi animali hanno abitudini prettamente notturne e solitarie (al massimo li si trova in coppia). Stupisce soprattutto la loro dieta, estremamente specializzata: si nutrono infatti quasi esclusivamente di bambù o papiro, in particolare ciascuna specie predilige una particolare varietà di questa pianta (ad esempio Hapalemur aureus ed H. griseus si nutrono esclusivamente di Cathariostachys madagascariensis). La loro dieta è talmente specializzata che questi animali tollerano nel loro organismo concentrazioni di sostanze tossiche (specialmente cianuri, tipici dei bambù) in concentrazioni fino a 20 volte superiori a quella letale per l'uomo, senza subire alcun danno.

## Tassonomia
In passato, la sottofamiglia era considerata monotipica, in quanto contenente l'unico genere Hapalemur: alla fine nel 1987, tuttavia, si decise di scorporare la specie Hapalemur simus per assegnarla ad un proprio genere, Prolemur.

Attualmente, alla sottofamiglia vengono ascritte 5 specie, raggruppate in due generi:
- Famiglia Lemuridae
  - Sottofamiglia Hapalemurinae
    - Genere Hapalemur (4 specie)
    - Genere Prolemur (1 specie)